# Buchanan Dam, Texas
Buchanan Dam là một nơi ấn định cho điều tra dân số (CDP) thuộc quận Llano, tiểu bang Texas, Hoa Kỳ. Năm 2010, dân số của nơi này là 1519 người.

## Dân số
- Dân số năm 2000: 1688 người.
- Dân số năm 2010: 1519 người.